# 水垢

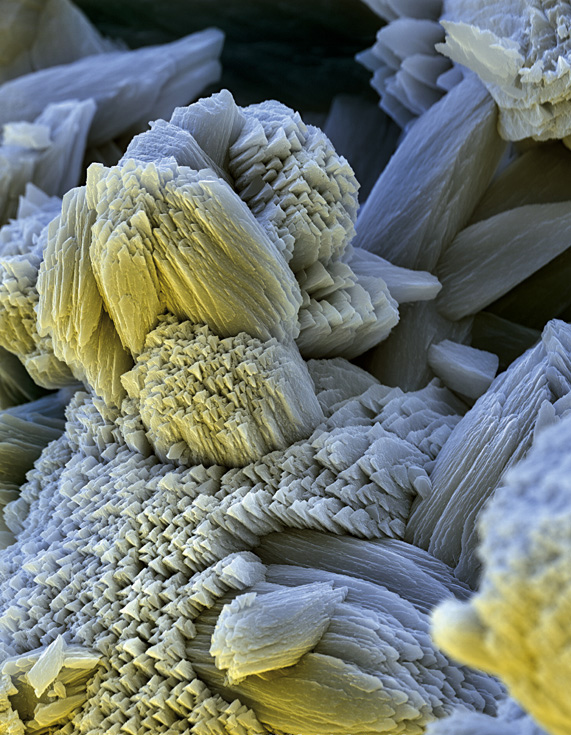
走査型電子顕微鏡で見た石灰鱗、64×90 マイクロメートルの範囲

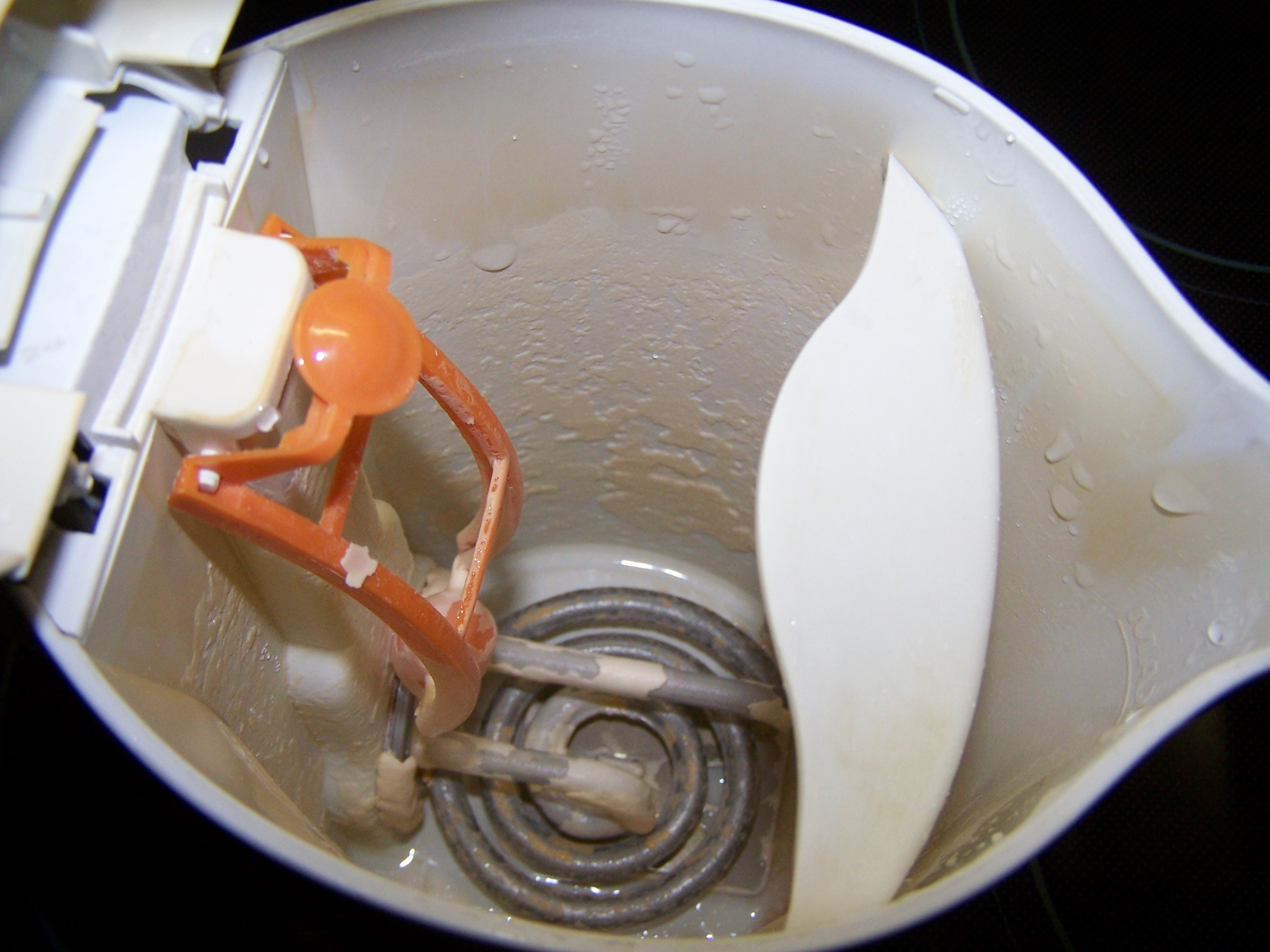
電気ケトルの内部に堆積した石灰鱗

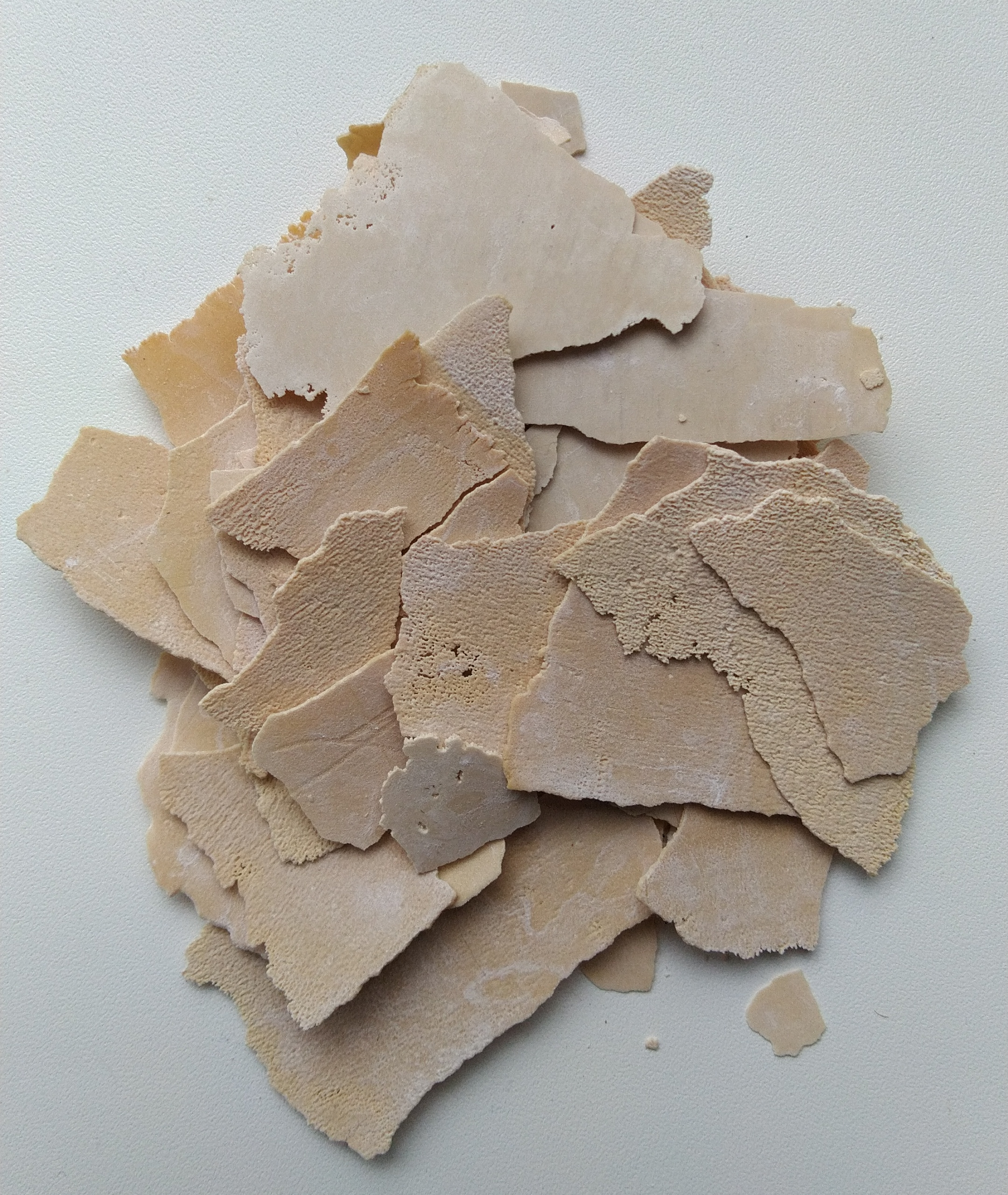
電気ケトルの内壁から剥がした石灰鱗

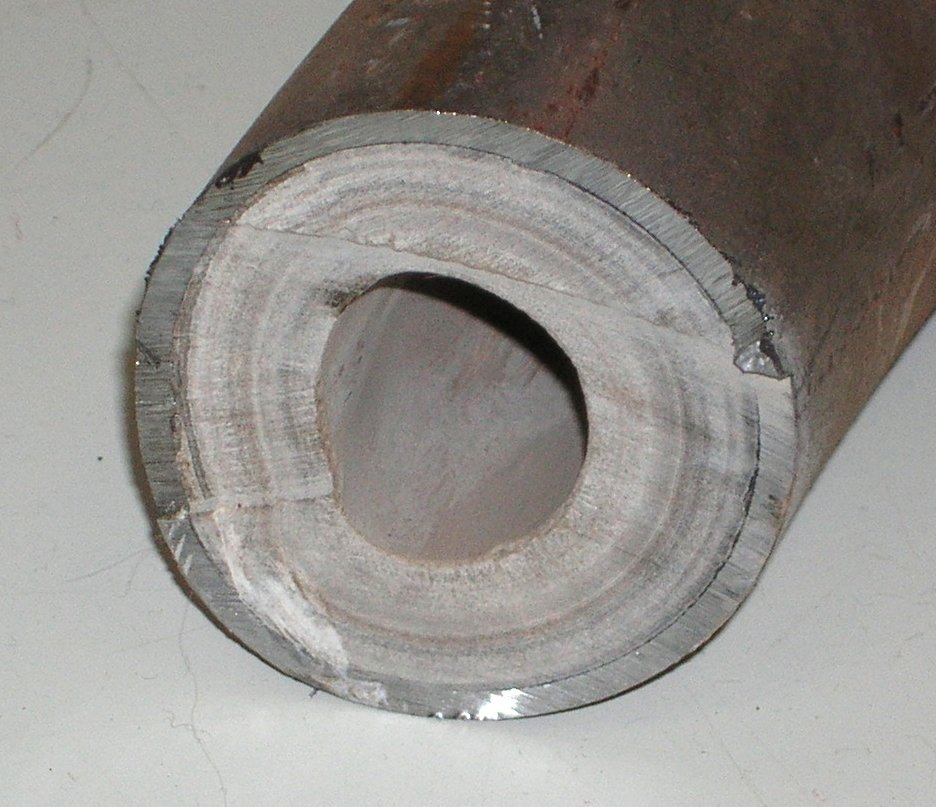
硬水を流し続ける熱交換器の配管の場合、スケールが内壁に堆積することで熱交換率が低下し流路の断面も狭くなる。

水垢（みずあか）は、やかん、ボイラー、不適切な保守状況にある温水式セントラルヒーティング装置の内側などにみられる、硬くて灰色がかった、粉を吹いたような堆積物である。水に漂う天然鉱物などが堆積して形成される。

## 概要
水を熱する装置などに堆積するタイプのものは、主要な成分は水から沈殿した石灰（炭酸カルシウム）である。硬水はカルシウムやマグネシウムの炭酸水素塩や、その他の塩などを含んでいる。電気ケトルなどに堆積する石灰はライムスケール（石灰鱗, Limescale）と呼ばれる。硬水が蒸発するようなパイプの内側やその他の表面などにも同様の堆積物が見られることがある。
こうした水垢は、その生成の起源に応じてわずかに異なっている。
水垢と呼ばれるが主成分は石灰なので、不衛生なものではない。酸に溶ける性質があるため、溜まった石灰鱗の除去はに水に溶かしたクエン酸が有効である。なお、マスメディア等で「アルカリ性汚れを酸で中和するため」と紹介されることがあるがこれは間違いで、ルシャトリエの原理が働いている。
炭酸水素カルシウム（炭酸水素塩）は水に溶けるが、70度を超えると炭酸塩に変化する。炭酸塩は水に溶けにくいため、水が熱される場所に堆積して現れる。水が熱されると沸騰が局所的に集中するホットスポットが生じることがあり、炭酸塩がそこに集中して析出することがある。

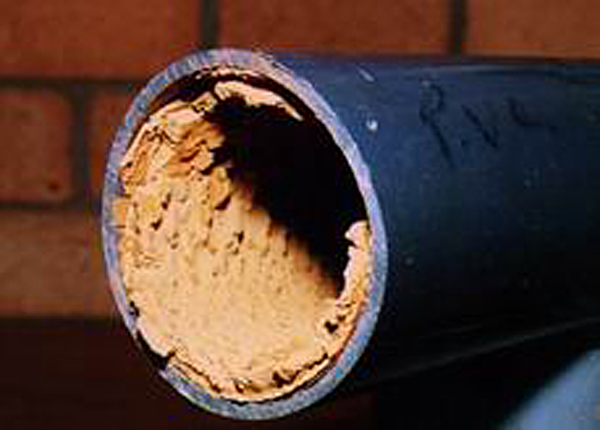
硬水の場合はポリ塩化ビニル（PVC）管のような樹脂管の内壁でもスケールが形成されることがある。

硬水中のカルシウムの陽イオンは、普通は軟水に溶ける石鹸と化合物を作ることもある（金属石鹸）。この化合物は、浴槽や流し台、排水管の内側などに薄い膜状に析出するカスになることがある。石鹸は中和した脂肪酸や類似した化合物などの陰イオンの塩を含んでいる。こうした陰イオンとカルシウムの塩は水にあまり溶けない。
空気で乾燥する調理用具や水の滴る蛇口、浴室のタイル・鏡などに見られるタイプは、炭酸カルシウムと蒸発前の水に含まれているその他の塩の混合である。
継続的に硬水を流し続けている蛇口にも見られる。これは蛇口の内側を保護もするが、一方で成長して蛇口を塞いでしまうこともある。温泉施設で温水を供給するパイプは扱う水源の性質上水垢が形成され易く、パイプ内の水垢を除去するためドリルで掘削した後に高圧注水し、水垢ごと放出するメンテナンスが行われている。

## 食中毒
2020年、やかんの堆積していた水垢に含まれる銅が酸性のスポーツドリンクに溶け出し、摂取した高齢者が下痢などを訴える例が発生したことがある。水道水に含まれる銅は微量であり、通常では考えられない例と考えられている。